# Amtsgericht Kastl

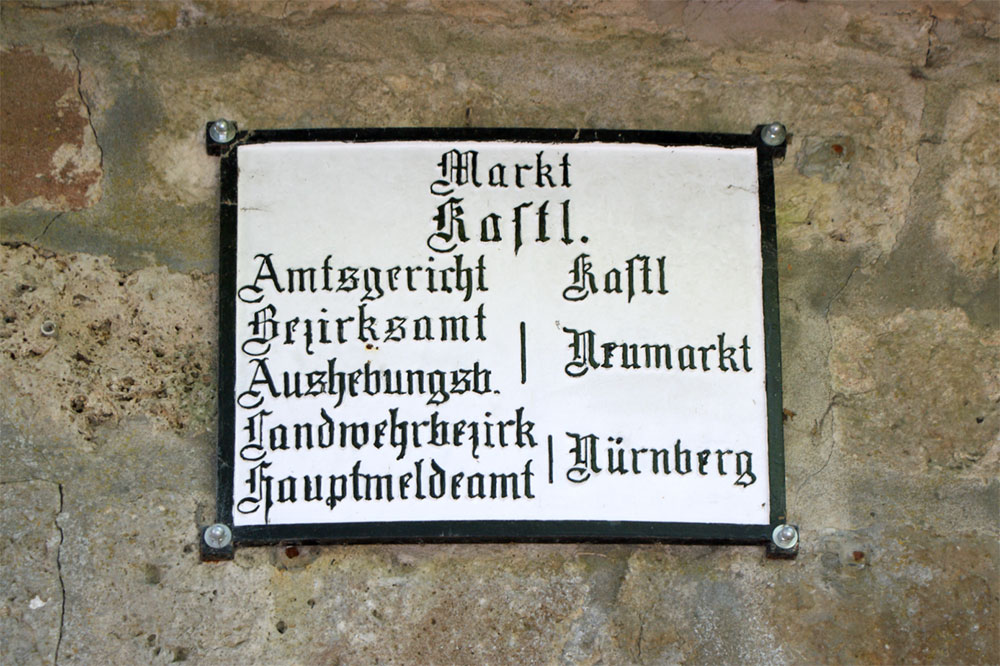
Historisches Schild am Eingang des Klosters Kastl

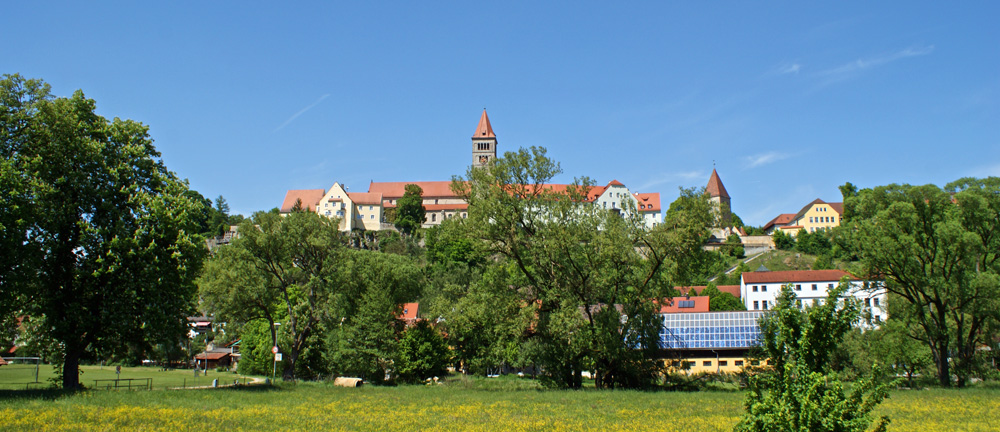
Kloster Kastl

Das Amtsgericht Kastl war ein von 1879 bis 1930 existierendes bayerisches Gericht der ordentlichen Gerichtsbarkeit mit Sitz im Oberpfälzer Markt Kastl.

## Geschichte
Anlässlich der Einführung des Gerichtsverfassungsgesetzes am 1. Oktober 1879 kam es zur Errichtung eines Amtsgerichts in Kastl, dessen Sprengel deckungsgleich mit dem vorherigen Landgerichtsbezirk Kastl war und somit die damaligen Gemeinden Allersburg, Berg bei Neumarkt in der Oberpfalz, Brunn, Deinschwang, Dietkirchen, Eismannsberg, Engelsberg, Gebertshofen, Häuselstein, Hagenhausen, Haimburg, Hausen, Hausheim, Kastl, Laaber, Lauterhofen, Litzlohe, Oberölsbach, Pettenhofen, Pfaffenhofen, Pfeffertshofen, Pilsach, Ransbach, Sindlbach, Stöckelsberg, Thonhausen, Traunfeld, Trautmannshofen, Utzenhofen, Winkl und Wolfsfeld umfasste. Die übergeordneten Gerichte im Instanzenzug waren das Landgericht Amberg und das Oberlandesgericht Nürnberg.
Am 1. Januar 1895 wurde Hagenhausen und am 1. Januar 1900 Eismannsberg dem Amtsgericht Altdorf zugeteilt.
Am 1. November 1930 wurde das Amtsgericht Kastl aufgehoben und aus dessen Bezirk die Orte
- Allersburg, Brunn, Engelsberg, Gebertshofen, Hausen, Kastl, Lauterhofen, Pfaffenhofen, Ransbach, Thonhausen, Utzenhofen, Winkl und Wolfsfeld dem Amtsgericht Amberg,
- Berg, Deinschwang, Dietkirchen, Haimburg, Häuselstein, Hausheim, Laaber, Litzlohe, Oberölsbach, Pettenhofen, Pfeffertshofen, Pilsach, Sindlbach, Stöckelsberg, Traunfeld und Trautmannshofen dagegen dem Amtsgericht Neumarkt in der Oberpfalz zugewiesen.[5][6]

## Gebäude
Das Amtsgericht Kastl sowie sein Vorgänger, das Landgericht Kastl (ab 1825), waren nach der Säkularisation im Kloster Kastl eingerichtet.